# Laane, Tartumaa
Laane är en ort i Estland. Den ligger i Ülenurme kommun och landskapet Tartumaa, i den södra delen av landet, 170 km sydost om huvudstaden Tallinn. Laane ligger 74 meter över havet och antalet invånare är 104.
Terrängen runt Laane är platt. Runt Laane är det glesbefolkat, med 13 invånare per kvadratkilometer. Närmaste större samhälle är Dorpat, 8,3 km nordost om Laane. Omgivningarna runt Laane är en mosaik av jordbruksmark och naturlig växtlighet.